# Stijlfiguur
Een stijlfiguur, uit het Latijn figura,  of stijlmiddel is het doelbewuste gebruik van een of meer woorden die afwijken van de gebruikelijke betekenis.
Dit wordt met name in de literatuur en de retorica veel gebruikt om een bepaald effect bij de lezer te bereiken. Vaak wil men hiermee de aandacht van de lezer trekken en hem op een belangrijk punt wijzen.
De vier basiscategorieën met betrekking tot de vorming van alle stijlfiguren zijn:
1. toevoeging (adjectio), ook wel in de vorm van herhaling  uitbreiding
2. weglating (detractio), verkorting
3. overdracht (transmutatio) of transfer
4. permutatie (immutatio), uitwisseling, vervanging

Deze vier werden onderscheiden door klassieke retorici en dienen nog steeds om de verschillende stijlfiguren in te delen. Oorspronkelijk werden deze in het Latijn de vier bewerkingen van  de quadripartita ratio genoemd.

## Verwante begrippen
Een onbedoelde afwijking van de taalconventies wordt geen 'stijlfiguur' genoemd, maar 'stijlfout'.